# Улица Графтио (Санкт-Петербург)
У́лица Гра́фтио — улица в Петроградском районе Санкт-Петербурга. Проходит от Каменноостровского проспекта в сторону Уфимской улицы.

## История
С начала XX века именовалась Пермской улицей. 20 мая 1949 года исполком Ленгорсовета увековечил память видного советского учёного, инженера-энергетика и строителя советских гидроэлектростанций академика Генриха Осиповича Графтио (1869—1949), назвав эту улицу именем Графтио.

## Пересечения
- Каменноостровский проспект

## Достопримечательности
- Дом № 2, литера Б / Каменноостровский пр., 67 — дом-музей Ф. И. Шаляпина, ныне один из филиалов Санкт-Петербургского музея театрального и музыкального искусства[1], проводящего на всех своих площадках тематические культурные программы[2]. На здании установлена мемориальная доска в память о проживании в нём российского путешественника Г. Е. Грум-Гржимайло[3] (1946, мрамор, скульптор Л. А. Гаспарян)[4].